# Заразно зло
 Тази статия е за филма от 2002 г..  За филмовата поредица вижте Заразно зло (филмова поредица).  За играта вижте Resident Evil (игра).
„Заразно зло“ (на английски: Resident Evil) е научнофантастичен филм с елементи на ужас от 2002 г.
Това е първият филм от едноименната поредица. Адаптация е по едноименната игра „Resident Evil“ създадена от Capcom. Филмът е режисиран от Пол У. С. Андерсън. Премиерна дата в САЩ е 15 март 2002, а в Япония 31 август 2002.
През 2004 и 2007 г. излизат продълженията „Заразно зло: Апокалипсис“ и „Заразно зло: Изтребване“, на които Пол У. С. Андерсън е сценарист и продуцент. Андерсън се завръща като режисьор на филмите „Заразно зло: Живот след смъртта“ и „Заразно зло: Възмездие“, излезли съответно през 2010 и 2012 г. Премиерата на шестия и последен филм от поредицата „Resident Evil: The Final Chapter“ е обявена за 27 януари 2017 г.
„Заразно зло“ взема елементи от първите две игри: „Resident Evil“ и Resident Evil 2.
Подзаглавие: Секретен експеримент. Смъртоносен вирус. Фатална грешка.

## Филми от поредицата за „Заразно зло“
Поредицата „Заразно зло“ включва 7 филма:
- „Заразно зло“ (2002)
- „Заразно зло: Апокалипсис“ (2004)
- „Заразно зло: Изтребване“ (2007)
- „Заразно зло: Живот след смъртта“ (2010)
- „Заразно зло: Възмездие“ (2012)
- „Заразно зло: Финалът“ (2016)
- „Заразно зло: Началото“ (2021)